# René Mortiaux
René Mortiaux, né en 1881, est un bobeur belge.

## Carrière
René Mortiaux participe aux épreuves de bobsleigh aux Jeux olympiques de 1924 à Chamonix et remporte une médaille de bronze en bob à quatre.  

## Palmarès

### Jeux Olympiques
- : médaillé de bronze en bob à quatre aux Jeux olympiques d'hiver de 1924.